# Ar-Ruwajs (Palestyna)
Ar-Ruwajs (arab. الرويس) – nieistniejąca już arabska wieś, która była położona w Dystrykcie Akki w Mandacie Palestyny. Wieś została wyludniona i zniszczona podczas I wojny izraelsko-arabskiej, po ataku Sił Obronnych Izraela 15 lipca 1948.

## Położenie
Ar-Ruwajs leżała na granicy równiny nadmorskiej ze wzgórzami Zachodniej Galilei. Według danych z 1945 do wsi należały ziemie o powierzchni 116,3 ha. We wsi mieszkało wówczas 330 osób.
| Własność gruntów | Powierzchnia gruntów [ha] |
| ---------------- | ------------------------- |
| Arabowie         | 115,9                     |
| Żydzi            | 0                         |
| publiczne        | 0,4                       |
| Razem            | 116,3                     |

| Rodzaj użytkowanych gruntów | Arabowie [ha] | Żydzi [ha] |
| --------------------------- | ------------- | ---------- |
| uprawy oliwek               | 4             | 0          |
| uprawy nawadniane           | 22,2          | 0          |
| uprawy zbóż                 | 84,4          | 0          |
| nieużytki                   | 8,2           | 0          |
| zabudowane                  | 1,5           | 0          |

## Historia
W czasach krzyżowców tutejszą wieś nazywano Careblier.
W okresie panowania Brytyjczyków Ar-Ruwajs była małą wsią. We wsi znajdował się jeden meczet.
Podczas I wojny izraelsko-arabskiej w trakcie operacji „Dekel” 15 lipca 1948 wieś Ar-Ruwajs ponownie zajęły siły izraelskie. Wysiedlono wówczas jej mieszkańców, a wszystkie domy wyburzono.

## Miejsce obecnie
Tereny wioski Ar-Ruwajs zostały wchłonięte przez pobliskie arabskie miasto Tamra.
Palestyński historyk Walid Chalidi, tak opisał pozostałości wioski Ar-Ruwajs: „Teren jest opuszczony. W miejscu są rozrzucone pozostałości starych studni i szczątki cementowych dachów”.